# Dean O'Gorman
Dean Lance O'Gorman, né le 1er décembre 1976 à Auckland, est un acteur néo-zélandais. Il est surtout connu pour avoir joué le rôle du nain Fíli dans la trilogie du Hobbit de Peter Jackson.

## Jeunesse
O'Gorman est né à Auckland, en Nouvelle-Zélande dans une famille aux origines irlandaises. Il est le fils de Lance (un peintre de paysages) et Christine O'Gorman. Il a un jeune frère, Brett, qui est également acteur. Dean O'Gorman obtint à 10 ans la ceinture noire au karaté. Il étudia au Rangitoto College à Auckland. Il avait pour but initial d'étudier le graphisme.

## Carrière

### En tant qu'acteur

#### Film
À 12 ans, O'Gorman est découvert par un agent de casting durant un concours d'éloquence à l'école. Sa carrière en tant qu'acteur commença en 1995 avec le rôle principal dans la romance pour adolescent Bonjour Timothy, ce qui lui permit d'obtenir une nomination en tant que meilleur acteur au festival du film de Giffoni.
Ses rôles ultérieurs incluent notamment Mark dans le drame néo-zélandais When Love Comes, ainsi que Johnny dans Snakeskin, ce dernier film ayant remporté 5 prix en 2001 au New Zealand Film and Television Awards.
En avril 2011 il fut auditionné en tant que Fili, le neveu et l'héritier du roi nain Thorin Écu-de-Chêne dans l'adaptation en trois parties du Hobbit par Peter Jackson. Une publicité pour Air New Zealand en a été tiré, dans laquelle il fait un cameo.

#### Télévision
Il obtient le rôle d'Harry Martin dans le soap-opéra néo-zélandais Shortland Street et il est apparu à de multiples reprises à la fois dans Hercule et dans Xena, la guerrière. Il a également tenu l'un des rôles principaux dans Hercule contre Arès, face à Ryan Gosling.
Il a fait un certain nombre de petites apparitions dans des séries inédites en France, mais aussi dans un épisode de Legend of the Seeker : L'épée de vérité.
L'un de ses rôles les plus importants et récents est celui d'Anders Johnson dans la série fantastique néo-zélandaise The Almighty Johnsons.

### En tant qu'artiste
Dean O'Gorman n'est pas seulement un acteur mais également un photographe et un artiste. Dans une interview avec Tom Cardy, il révéla que sa première année à Los Angeles avait été un temps mort dans sa carrière. Il était presque sur la paille, mais il fut découvert par l'agent de l'un de ses amis et commença à avoir plus de travail. Il divise son temps entre la peinture, la photographie et son travail d'acteur.
En 2012, il tient sa première exposition à la Page Blackie Gallery de Wellington du 19 au 23 juin. Le thème de cette exposition tournait autour de la guerre du Vietnam. Afin de donner à son travail autant d'exactitude que possible, il rechercha les conseils d'un vétéran néo-zélandais du Vietnam. Préférant organiser lui-même les séances de prise de vue, les modèles de cette série de photos inclus d'autres membres du casting du Hobbit : Un voyage inattendu.

## Filmographie

### Cinéma
- 1995 : Bonjour Timothy de Wayne Tourell : Timothy Taylor
- 1996 : Siren : Siren
- 1998 : Attractions Fatales de Garth Maxwell : Mark
- 2001 : Snakeskin de Gillian Ashurst : Johnny
- 2002 : Toy Love de Harry Sinclair : Ben
- 2004 : Piggy : Confucious
- 2008 : The Legend of Bloody Mary de John Stecenko :  Reverend Whittaker
- 2009 : Sabotage de Reza Sixo Safai : Bobby
- 2010 : Kawa de Katie Wolfe : Chris
- 2012 : Le Hobbit : Un voyage inattendu de Peter Jackson : Fíli
- 2013 : Le Hobbit : La Désolation de Smaug de Peter Jackson : Fili
- 2014 : Le Hobbit : La Bataille des Cinq Armées de Peter Jackson : Fili
- 2015 : Dalton Trumbo (Trumbo) de Jay Roach : Kirk Douglas

#### Télévision
- 1990 : The Rogue Stallion de Henri Safran : Tony Garrett
- 1990 : Raider of the South Seas de Chris Bailey : Bobby Morrison
- 1995 : Hercule de Christian Williams : Iolaos jeune (épisode 12)
- 1996 : Shortland Street : Harry Martin
- 1996 : Return to Treasure Island : Jim Hawkins
- 1996 : Xena, la guerrière de Robert Tapert : Homer/Orion
- 1997 : Doom Runners de Brendan Maher : Dereck
- 1997 : Hercule de Christian Williams : Iolaos jeune / Ruun (saison 4, épisode 3 et 7)
- 1998 : Hercule de Christian Williams : Iolaos jeune (saison saison 4, épisode 11 et 20)
- 1998 : The Legend of William Tell de Raymond Thompson : Darek (saison 1, épisode 12)
- 1998 : The Chosen : Andrew Scott
- 1998-1999 : Hercule contre Arès de Robert Tapert : Iolaos (45 épisodes)
- 1999 : Big Sky de John Edwards : Dean
- 1999 : Duggan : Fergus MacLlwaine
- 1999 : Fearless : Cliff
- 2000 : Xena, la guerrière de Robert Tapert : Wiglaf (saison 6, épisode 9)
- 2001 : Lawless: Beyond Justice : Nat
- 2001 : All Saints de Bevan Lee : Evan Coen
- 2003 : Farscape de Rockne S. O'Bannon : Zukash (saison 4, épisodes 20 et 21)
- 2003 : MDA de Greg Haddrick : Peter Jarman
- 2004 : Serial Killers : Dr Gilligan / Andrew (7 épisodes)
- 2004-2005 : Le Ranch des McLeod  de Posie Graeme-Evans : Luke Morgan (25 épisodes)
- 2007 : Moonlight de Ron Koslow : Daniel (saison 1, épisode 1)
- 2007-2008 : Animalia de Graeme Base : Tyrannicus / Harry (voix)
- 2009 : Legend of the Seeker : L'Épée de vérité : Carver Dunn (saison 1, épisode 17)
- 2009 : Go Girls de Gavin Strawhan : Marco (saison 1, 2 épisodes)
- 2009 : The Cult : Liam
- 2011 : Tangiwai : Bert Sutcliffe
- 2011-2012 : The Almighty Johnsons de James Griffin : Anders Johnson (23 épisodes)
- 2014 : Lego Le Hobbit (jeu vidéo) : Fili (voix)